# Rémy Gentes
Rémy Gentes, né le 13 novembre 1959 à Strasbourg, est un footballeur professionnel français évoluant au poste d'attaquant.
Il dispute son premier match de championnat de France de football lors de la saison 1977-1978 avec le RC Strasbourg. La saison suivante, le club strasbourgeois devient champion de France, mais Rémy Gentes ne dispute qu'un match de Coupe UEFA. 
À Strasbourg il dispute en tout 63 rencontres de Division 1 jusqu'en 1983, avec un intermède d'une saison au RC Besançon en Division 2 en 1981-1982. 
Il joue ensuite au Nîmes Olympique en D1 en 1983-1984, mais déçoit beaucoup avec seulement 2 buts en 18 apparitions.
Il rejoint alors le FC Montceau Bourgogne en 1984, tout juste relégué en Division 3 et permet au club de retrouver dès la saison suivante les terrains de D2.

## Palmarès
- Champion de France du groupe Est de division 3 en 1980 avec la réserve du RC Strasbourg.
- Meilleur buteur du groupe Est de division 3 en 1980 (15 buts) avec la réserve du RC Strasbourg.

- 2 matchs de Coupe des clubs champions européens
- 1 match de Coupe de l'UEFA